# 天野眞隆
天野 眞隆（あまの なおたか、1994年10月8日 - ）は、日本のモデル、俳優、タレント。オムニア所属。身長170cm。神奈川県出身。　

## 人物
愛称は「ナオピー」。趣味は少女漫画、AAA、ダーツ、ゲームなど。特技は恋愛相談にのること。
『指原莉乃&ブラマヨの恋するサイテー男総選挙』内で行われた「サイテー男リアル総選挙」で36,391票獲得し2位を獲得。
酔っぱらったモデル仲間がキスしてきた時に、同席していた知人が「YouTubeやTwitterに載せたいから動画を撮らせて」と言ってきたため、改めてキスシーンを撮影。自身もこの様子をInstagramにアップしたらこの動画が誰かにダウンロードされて、『BL』『キス』で引っかかるようにYouTubeにアップして、53万再生されていた。尚イベントなどで促されれば男同士とのキスも可能と言うが、特に男性好きという訳ではない。

## 出演

### 雑誌
- CHOKi CHOKi GiRLS （内外出版社）
- Popteen（角川春樹事務所）
- JELLY（ぶんか社）
- Ranzukiぶんか社

### テレビ番組
- 「みんなのニュース」シュザイブ（フジテレビ）
- 炎の体育会TV（TBS）
- サンバリュ 「ギリギリ 撮っても良いですか？」（日本テレビ、関東ローカル）
- レッツドローン！（レギュラー、全4話、2019 - 、EXスポーツ＆バラエティ）

### ラジオ
- 「あすか美生のDream ドライヴ」ゲスト出演（レインボータウンFM）

### 舞台
- 『イケメン戦国THE STAGE』 - 石田三成 役
  - 〜真田幸村編〜（2017年4月19日 - 23日、博品館劇場）
  - 〜織田軍VS海賊 毛利元就編〜（2017年8月30日 - 9月3日、博品館劇場）
  - 〜織田信長編〜（2018年4月5日 - 9日、シアター1010）
  - 〜上杉謙信編〜（2019年2月21日 - 24日、池袋サンシャイン劇場）
  - 番外編〜はじまりの物語〜（2019年12月26日 - 30日、博品館劇場）
  - 〜明智光秀編〜（2020年9月4日 - 9日、EX THEATER ROPPONGI）
  - 〜連合軍VS“戦乱の亡者”雑賀孫一編〜」（2021年8月19日 - 23日、ヒューリックホール東京）※全公演中止[3]
  - スペシャル 初夢！〜ようこそ！くらぶ乱世へ〜（2022年1月14日 - 16日、シアター1010）[4]
  - 〜連合軍VS“戦乱の亡者”雑賀孫一編〜（2022年8月18日 - 23日、ヒューリックホール東京）[5][6]
  - 〜猿飛佐助編〜（2022年11月12日 - 15日、渋谷区文化総合センター大和田 さくらホール）[7][8]
  - 〜帰蝶編〜（2023年4月21日 - 24日、渋谷区文化総合センター大和田 伝承ホール）[9]
  - 〜FINAL〜（2024年8月8日 - 12日、シアター1010）[10]
- 『舞台「大正浪漫探偵譚-六つのマリア像-」』（2018年4月18日 - 22日、シアター1010）[11]
- 『舞台「忍ノSAGA〜風磨編〜」』（2018年8月15日 - 19日、CBGKシブゲキ!!） - 鹿折林檎  役[12]
- 第30回池袋演劇祭 参加作品 晩餐ヒロックス 7th Stage『ダイコウシン』（2018年9月20日 - 24日、シアターグリーン BOX in BOX THEATER）[13][注釈 1]
- 『忍法浪漫剣劇「百花百狼 〜戦国忍法帖〜」〜月下丸の章〜』（2018年12月13日 - 16日、全労済ホール／スペース・ゼロ） - 石田三成 役[15]
- patisserie maison 3110 presents『おおばかもの〜ふくらめ！私のイースト菌〜』（2019年10月31日 - 11月4日、浅草花劇場）[16]
- 『アメツチ 舞台版「あやかしむすび」』（2021年10月13日 - 17日、渋谷区文化総合センター大和田 伝承ホール） - 紫陽 役[17][18][注釈 2]
- 萬腹企画 14杯目『ハガネノコドウ A-E』（2022年5月19日 - 22日、あうるすぽっと） - 灰塚正太郎 役[19][20]
- 劇団シアターザロケッツ プロデュース公演 vol.7『両家顔合わせ』（2022年6月15日 - 19日、ポケットスクエア ザ・ポケット） - 主演：東条蒼史 役[注釈 3][21][22]
- 萬腹企画 16杯目『MAGIAGIA -マギアギア-』（2023年4月30日、あうるすぽっと） - 日替わりゲスト：戸出ススム 役[23]
- なおりく 第一回本公演『声。』（2023年8月23日 - 27日、バルスタジオ） - 南沢元気 役[24]
- NONE FACTORY 第一回本公演『メリークリスマス』（2023年12月21日 - 25日、バルスタジオ） - 白石稜 役[25]
- 萬腹企画 17杯目『封印壊除』（2024年3月21日、シアターグリーン BIG TREE THEATER） - 日替わりゲスト：早内巡査 役[26]
- なおりく 第二回本公演『間。』（2024年5月8日 - 12日、バルスタジオ） - 小閻魔 役[27]
- 萬腹企画 18杯目『怨霊撲滅屋GB』（2024年11月13日 - 17日、新宿シアターモリエール） - アレックス＝グリザイユ 役[28]
- なおりく 第三回本公演『時。』（2025年3月19日 - 23日、バルスタジオ） - 主演：桜原真人、勇者マヒト 役[29]
- 萬腹企画 19杯目『恋愛疾患特殊医療機 a-xブラスター』（2025年7月16日 - 20日、六行会ホール） - ミカエラ・ウージー・オリーブ 役[30]

### 出演イベント
- Call Me！
- 東京ボーイズコレクション
- シンデレラフェス
- DUB Collection 1日店長（名古屋、福岡、越谷）

他

### WEB
- スピンズ ECサイト
- WOmB ECサイト
- 全力！ネットユーザー「つくり場」 〜僕らの動画 10 日間戦争〜
- 指原莉乃&ブラマヨの恋するサイテー男総選挙（2017年4月11日 - 、AbemaSPECIAL） - レギュラー

### コラボ商品
- プリスマ「コラボiPhoneケース」
- WOmB「マルチデザインパーカー」